# Джугдир
Джугдѝр (на руски: Джугдыр) е планински хребет в Далечния Изток, разположен в крайната североизточната част на Амурска област, Русия. Простира се на протежение от 100 km от Становия хребет на северозапад до Майския хребет на югоизток. На североизток се спуска към най-горното течение на река Мая (ляв приток на Уда, вливаща се в Охотско море), а югозападните му склонове затварят от североизток Горнозейската равнина. Преобладаващите височини са от 1000 до 1500 m, максимална – 2107 m (55°03′17″ с. ш. 131°47′45″ и. д. / 55.054722° с. ш. 131.795833° и. д.), разположена в крайната му югоизточна част.
Хребета Джугдир представлява участък, издигнат от нови епейрогенни движения по южния нагънат край на Алданския щит. Изграден е от метаморфни шисти, пронизани от интрузивни гранити. В много части на хребета са съхранени участъци от древни заравнени повърхности. Върховете са предимно купулообразни, рядко с остри гребени с единични древноледникови циркуси.
От него водят началото се няколко десни притока на река Мая (Кукур, Чайдах и др.) и няколко десни притока на река Зея (ляв приток на Амур) – Мутюка, Купури и др. Склоновете му са обрасли с планинска тайга от лиственица, по-нагоре следват редки гори от кедров клек, а по върховете – планинска тундра.

## Тохографска карта
- Топографска карта N-52; М 1:1 000 000[2]